# 茶胶寺

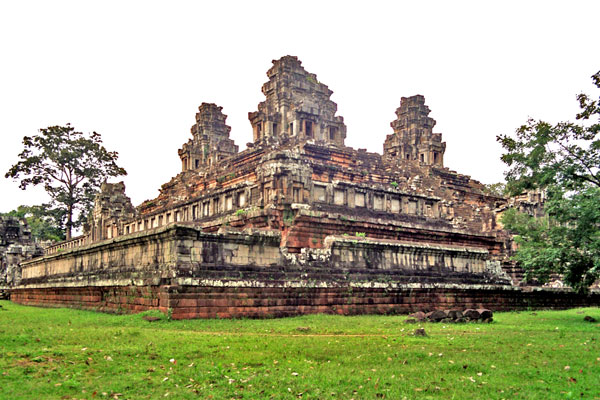
茶胶寺

13°26′40.92″N 103°52′55.2″E / 13.4447000°N 103.882000°E
茶胶寺，又名塔高寺，是柬埔寨吴哥古迹中一座金刚宝座塔式庙宇，位于吴哥城东、塔布茏寺西北。1000年阇耶跋摩五世（Jayavarman V）兴建，但半途而废。茶胶寺遗迹可见祭坛上的五座密檐式方塔。现正由中国大陆当局援助修复。2022年11月10日，茶胶寺修复项目实体移交柬埔寨。

## 图片
- 东门台阶
- 南门和僧侣们
- 门
- 塔
- 倒塌的建筑物
- 裏面